# Lee Seung-hoon
Lee Seung-hoon (hangul: 이승훈; Busan, 11 de enero de 1992), también conocido como Seunghoon, es un rapero, cantante, compositor y coreógrafo surcoreano. Es un miembro del grupo Winner. Antes de su debut, apareció en la primera temporada del concurso de canto K-Pop Star, acabando en cuarto lugar.

## Biografía
Lee Seung-hoon nació el 11 de enero de 1992 en Busan, Corea del Sur. Se mudó a Seúl después de graduarse del instituto y audicionó para Korea's Got Talent, como parte del grupo "Honest Boys". Él también coreografio una presentación de flashmob para G-Dragón.

## Carrera

### Predebut:K-Pop Star
Seunghoon audicionó con éxito para K-Pop Star, un programa de talentos, logró llegar al top 10 antes de ser eliminado en la 7.ª ronda en vivo, el 15 de abril de 2012, quedando en cuarto lugar. El 8 de mayo apareció en un episodio de Strong Heart, junto a los demás finalistas.
El 16 de mayo de 2012, se anunció que Seunghoon había firmado un contrato exclusivo con YG Entertainment y que poco después se convertiría en trainee. El 19 de mayo se presentó en el Festival de la Juventud en Yeouido, Seúl. 
Fue fotografiado por Moke Najung para un artículo en la edición de junio de 2012 de Vogue Girl Korea f, titulado "Chicos como chicas" junto al también participante de K-Pop Star, Park Jae-hyung.

### 2014-presente: WIN: Who is Next? Y WINNER
YGE anunció el 25 de febrero de 2013 que Seunghoon debutaría como parte del nuevo grupo de la empresa. Apareció en un vídeo de una presentación de baile en el canal oficial de YouTube de YGE. Poco después, participó en el programa de Mnet,WIN: Who is Next? para de debutar con los otros trainees del "Team A". El 25 de octubre se anunció que el "Team A" había ganado el programa y que debutarían bajo el nombre de "Winner".  El grupo hizo su primera presentación en un escenario en vivo el 15 de noviembre en Seibu Domo en Saitama, Japón, como actos de apertura del concierto de Big Bang. Winner lanzó su álbum debut, 2014 S/S, el 12 de agosto de 2014.

## Discografía

### Canciones
| Título                                   | Año  | Posición | Ventas          | Álbum                     |
| Título                                   | Año  | COR      | Ventas          | Álbum                     |
| ---------------------------------------- | ---- | -------- | --------------- | ------------------------- |
| "Mother’s Doenjangguk" (어머니의 된장국) | 2012 | 35       | - COR: 207,928+ | SBS K팝 스타 TOP6         |
| "Ma Boy 2" (일렉트로보이즈)              | 2012 | 50       | - COR: 116,457+ | SBS K팝 스타 SPECIAL No.3 |

## Créditos de producción
| Año  | Artista    | Canción                    | Participación                   | Álbum                             |
| ---- | ---------- | -------------------------- | ------------------------------- | --------------------------------- |
| 2013 | Team A     | "Go Up"                    | Coletrista                      | WIN: Who Is Next, ‘Final Battle’  |
| 2013 | Team A     | "Just Another Boy"         | Coletrista                      | WIN: Who Is Next, ‘Final Battle’  |
| 2014 | WINNER     | "Color Ring" (컬러링)      | Coletrista                      | 2014 S/S                          |
| 2014 | WINNER     | "Don't Flirt" (끼부리지마) | Coletrista                      | 2014 S/S                          |
| 2014 | WINNER     | "But" (사랑하지마)         | Coletrista                      | 2014 S/S                          |
| 2014 | WINNER     | "Different"                | Coletrista                      | 2014 S/S                          |
| 2014 | WINNER     | "Smile Again"              | Coletrista                      | 2014 S/S                          |
| 2016 | WINNER     | "Baby Baby"                | Coletrista                      | EXIT : E                          |
| 2016 | WINNER     | "Sentimental" (센치해)     | Coletrista                      | EXIT : E                          |
| 2016 | WINNER     | "Immature" (철없어)        | Coletrista                      | EXIT : E                          |
| 2017 | WINNER     | "Really Really"            | Coletrista                      | Fate Number For                   |
| 2017 | WINNER     | "Island"                   | Coletrista                      | Our Twenty For                    |
| 2017 | WINNER     | "Love Me Love Me"          | Coletrista                      | Our Twenty For                    |
| 2017 | Sechs Kies | "Back Hug"                 | Coletrista                      | Another Light                     |
| 2018 | WINNER     | "Have a Good Day"          | Coletrista                      | Our Twenty For (Japanese Edition) |
| 2018 | WINNER     | "Raining"                  | Letrista y compositor principal | Our Twenty For (Japanese Edition) |

## Filmografía

### Programas de variedades
| Año       | Cadena | Título                        | Notas                                             |
| --------- | ------ | ----------------------------- | ------------------------------------------------- |
| 2011-2012 | SBS    | K-pop Star 1                  | 4.º Lugar                                         |
| 2013      | Mnet   | WIN: Who Is Next?             | Miembro del Team A                                |
| 2016      | EBS    | Tok! Tok! Boni Hani           | Junto a Mino                                      |
| 2016      | tvN    | Eat Sleep Eat in Krabi        | Miembro                                           |
| 2017      | SBS    | Baek Jong Won Top 3 Chef King | Junto a Seungyoon. (Ep. 82)                       |
| 2017      | SBS    | Fantastic Duo                 | Junto a Seungyoon (Ep. 23 - 24)                   |
| 2017      | tvN    | Youth Over Flowers: Winner    | Él mismo                                          |
| 2018      | SBS    | Law of the Jungle in Mexico   | ep. 320-324 (miembro de la 2.ª parte)             |
| 2018      | KBS2   | Dancing High                  | entrenador de baile - junto a Lee Gi-kwang y Hoya |
| 2019      | SBS    | Running Man                   | invitado - junto a Kang Seung-yoon                |